# 清水潤
清水 潤 （しみず じゅん、1970年 - 2017年3月27日）は、日本の国文学者。博士（文学）。岐阜県出身。専門は日本近現代文学。特に泉鏡花、水木しげるの研究で知られる。位階は従四位。

## 略歴
- 1993年 - 岡山大学文学部文学科卒業
- 2002年 - 東京都立大学 (1949-2011)大学院満期取得退学
- 2004年 - 「泉鏡花の後期の小説とその周辺」で東京都立大学より博士（文学）の学位を取得
- 2007年 - 東京都立大学 (1949-2011)・首都大学東京非常勤講師
- 2011年 - 国際日本文化研究センター共同研究員
- 2012年 - 麗澤大学非常勤講師
- 2015年 - 首都大学東京助教
- 2017年 - 3月27日死去、没後に従四位追叙[注 1]。

## 業績
これまでの文学研究で取り上げることが少なかった大正・昭和期の泉鏡花作品を積極的に分析の俎上に上げた。特に関東大震災後の鏡花の小説の変化を昭和モダニズムに絡めながら論じた。また、水木しげる研究においては、初出誌あたり同時代の漫画界の動向にも触れ、同時代の文脈に戻したうえで、受容史と関連付けようとした。

## 著書
- 泉鏡花研究会編『論集　昭和期の泉鏡花』（おうふう、2002年、共著）
- 泉鏡花研究会編『論集　泉鏡花』第四集（和泉書院、2006年、共著）
- 一柳廣孝編『オカルトの帝国　1970年代の日本を読む』（青弓社、2006年、共著）
- 小松和彦編『妖怪文化の伝統と創造――絵巻・草紙からマンガ・ラノベまで』（せりか書房、2010年、共著）
- 小松和彦編『怪異・妖怪文化の伝統と創造――ウチとソトの視点から』（国際日本文化研究センター、2015年、共著）
- 一柳廣孝監修、今井秀和・大道晴香編『怪異の時空1　怪異を歩く』（青弓社、2016年、共著）
- 清水潤『鏡花と妖怪』（青弓社、2018年、遺稿集）

## 論文
- 「泉鏡花『由緒の女』論序説」『論樹』7号、1993年
- 「佐藤春夫『田園の憂鬱』論――「彼」と外界」『論樹』8号、1994年
- 「泉鏡花「由縁の女」の小説手法」『論樹』9号、1995年
- 「泉鏡花「龍胆と撫子」論序説」『論樹』10号、1996年
- 「大正四～七年の泉鏡花の小説――「幻の絵馬」と「芍薬の歌」」『岡大国文論稿』25号、1997年
- 「泉鏡花「貝の穴に河童の居る事」論――堀辰雄の同時代評を起点に」『論樹』11号、1997年
- 「泉鏡花「日本橋」論――小説構成を中心に」『岡大国文論稿』26号、1998年
- 「大正末期の鏡花文学――「眉かくしの霊」を中心に」『都大論究』35号、1998年
- 「国枝史郎「神州纐纈城」試論」『日本近代文学』61号、1999年
- 「岡本綺堂の怪談」『論樹』13号、1999年
- 「泉鏡花「山海評判記」についての一展望――構成と主題性を巡って」『都大論究』37号、2000年
- 「模倣される「美」――泉鏡花「眉かくしの霊」とその周辺」『論樹』14号、2000年
- 「泉鏡花「薄紅梅」を読む」『論樹』15号、2001年
- 「「紙芝居」化する世界――「山海評判記」論」泉鏡花研究会編『論集昭和期の泉鏡花』おうふう、2002年
- 「複製される「像」――泉鏡花「夫人利生記」論」『都大論究』40号、2003年
- 「泉鏡花「由縁の女」本文異同」『論樹』18号、2004年
- 「泉鏡花「山海評判記」初出区分」『論樹』18号、2003年
- 「未完の大作の存在意義――泉鏡花「龍胆と撫子」論」『日本文学』54巻9号、2005年
- 「「山海評判記」試論――矢野を巡る二人の女性」泉鏡花研究会編『論集 泉鏡花』和泉書院、2006年
- 「一九七〇年代の「妖怪革命」――水木しげる『妖怪なんでも入門』」一柳廣孝編『オカルトの帝国――1970年代の日本を読む』青弓社、2006年
- 「結末を持たない小説の読み方――泉鏡花「龍胆と撫子」論」『日本文学』57巻9号、2008年
- 「「夫人利生記」「山海評判記」「雪柳」――モダニズム時代の鏡花文学の軌跡」『国文学：解釈と鑑賞』74巻9号、2009年
- 「小説家の眼差しの彼方に――視線のドラマとしての泉鏡花「山海評判記」」『物語研究』10号、2010年
- 「恋愛劇と「大魔神」」小松和彦編『妖怪文化の伝統と創造――絵巻・草紙からマンガ・ラノベまで』せりか書房、2010年
- 「「妖怪ブーム」前夜の水木しげる」『論樹』24号、2012年
- 「マンガ化される「高野聖」――『水木しげるの泉鏡花伝』を読む」『論樹』27号、2015年
- 「怨まない幽霊たち――後期鏡花小説の幽霊像」小松和彦編『怪異・妖怪文化の伝統と創造――ウチとソトの視点から』国際日本文化研究センター、2015年
- 「鏡花文学を起点とした妖怪論の試み――泉鏡花が描く妖怪像」『現代民俗学研究』7号、2015年
- 「顔を奪うむじな――泉鏡花「古狢」の妖怪像」『ユリイカ』2016年7月号、青土社
- 「自動車に乗る鼠――泉鏡花「半島一奇抄」が描き出す怪異」『論樹』28号、2016年
- 「地方を旅する鬼太郎――怪異が生じる場所を求めて」一柳廣孝監修、今井秀和・大道晴香編『怪異の時空1　怪異を歩く』青弓社、2016年
- 「「妖怪ブーム」と二つの「鬼太郎夜話」」小松和彦編『進化する妖怪文化研究』せりか書房、2017年